# Битка за Батан
Битка за Батан (енгл. Battle of Bataan), вођена од јануара до априла 1942, била је део јапанске офанзиве на Пацифику током Другог светског рата. Борбе на Батану вођене су у време кад су Јапанци муњевито освајали огромна пространства Далеког истока, не наилазећи нигде на озбиљнији отпор. Гледане у том светлу, тромесечне борбе америчке и филипинске војске против Јапанаца, на простору од неколико стотина квадратних километара, деловале су, упркос тешком поразу, као нада и охрабрење за САД и њихове савезнике.

## Позадина

### Супротстављене снаге
Јапанска инвазија Филипина почела је 8. децембра 1941, сутрадан после битке код Перл Харбора, ударом јапанске авијације по аеродромима: већ првог дана, и онако слабо америчко ваздухопловство (око 280 застарелих машина) преполовљено је, а до 12. децембра остало је мало авиона способних за дејство. Снагама јапанске 14. армије (2 пешадијске дивизије и 1 бригада, под командом генерала Масахару Хома), коју су подржавале 3. флота (2 бојна брода, 5 тешких, 3 лаке крстарице и 14 разарача), 5. ваздухопловна група са Тајвана (20 ескадрила) и 4. дивизија носача авиона и 2 носача хидроавиона, супротставила се Филипинска армија под командом генерала Дагласа Макартура, јачине око 11 непотпуних дивизија, подељених у 3 групе: Севернолузонска (4 пешадијске дивизије и 1 коњички пук, генерал Џонатан Вејнрајт), Јужнолузонска (2 дивизије, генерал Џорџ Паркер) и Висајанско-минданаоска (3 дивизије, генерал Виљем Шарп) - која је бранила средње и јужне Филипине, уз 2 дивизије у резерви код Маниле.

### Јапански десанти и пад Маниле
Америчка Азијска флота (1 тешка и 2 лаке крстарице, 13 разарача и 19. подморница) напустила је Филипине већ 10. децембра. Након више успешних мањих десаната на северну и јужну обалу Лузона 10-12. децембра, острву Минданао (20. децембра) и острву Холо (24. децембра), предузетих за збуњивање противника, јапанска главнина искрцала се на северном Лузону 22. децембра. Слаба и развучена Севернолузонска група није могла да спречи десант, нити надирање Јапанаца у унутрашњост; слично се десило и на јужном Лузону, где се 24. децембра искрцала јапанска 16. пд и почела наступање према Манили. У уверењу да неће бити у стању да спречи пад Маниле, генерал Макартур донео је 24. децембра одлуку о повлачењу свих снага на Лузону на полуострво Батан. Напуштена Манила пала је 2. јануара 1942.
Одступајући пред јапанском 14. армијом, америчко-филипинске снаге организовале почетком јануара 1942. одсудну одбрану полуострва Батан (које са запада и југозапада затвара прилаз Манили) да би ослонцем на острво Корехидор затворили залив Маниле. Прва, главна одбрамбена линија пружала се од Мабатанга до Маубана, а друга од Ориона на Багак (енгл. Bagac). Линију Мабатанг-Маубан запосели су 1. и 2. корпус филипинске армије, а југ полуострва браниле су од евентуалног поморског десанта разне јединице обједињене под једном командом (енгл. Service Command Area). Укупно, Батан је бранило око 80.000 слабо наоружаних и обучених војника, од тога око 5.000 Американаца, под командом генерала Дагласа Макартура.

## Битка

### Прва линија
На основу искустава из претходних борби на Филипинима, Јапанци су очекивали да ће лако освојити полуострво, па су 9. јауара 1942. почели напад само са 65. пешадијском бригадом, ојачаном пешадијским, тенковским и око 4 артиљеријска пука, али су постепено морали увести у борбу и 16. пешадијску дивизију. До 17. јануара успели су да потисну лево крило филипинског 2. корпуса и да га клином одвоје од 1. корпуса, а до 21. јануара да избију на западни друм.

### Друга линија
Тако је озбиљно угрожена одступница филипинског 1. корпуса, због чега су америчко-филипинске снаге биле принуђене да се повуку на линију Орион-Багак. На њу су Јапанци навалили 26. јануара: у првом налету пробили су фронт на десном крилу филипинског 1. корпуса и у позадини одбрамбене линије образовали неколико одвојених џепова, док су напади на 2. корпус остали без резултата.
У жестоким борбама до половине фебруара, америчко-филипинске снаге опколиле су и већим делом уништиле уклињене јапанске делове, и до 17. фебруара поново успоставиле линију одбране. У међувремену, окончана је борба и са јапанским деловима искрцаним 22/23. јануара и 1/2. фебруара на југозападну обалу Батана, потпуним уништењем два батаљона јапанске 16. пешадијске дивизије.

### Јапански губици и појачања
После претрпљеног неуспеха стање јединица јапанске 14. армије, под командом генерала Масахару Хома, на Лузону постало је веома тешко. Губици 16. пешадијске дивизије и 65. бригаде износили су око 7.000 убијених и рањених, а преко 10.000 војника оболело је од разних тропских болести. Средином фебруара Јапанци су на Батану имали свега 3.000 војника способних за борбу. Бројно много јаче америчко-филипинске снаге пропустиле су прилику да противударом потпуно разбију Јапанце. Али и њихово стање било је тешко: због изразите превласти Јапанаца на мору и у ваздуху, у блокираним јединицама на Батану владале су епидемије и глад.
Као резултат слабости обеју страна, на Батану је од средине фебруара до почетка априла владало затишје, које су Јапанци искористили за попуну губитака и довлачење свежих снага. Истовремено, борбена способност америчко-филипинских јединица, чији је дневни оброк био сведен на 1/4, брзо је опадала. Због осетно смањених ефектива извршена је реорганизација - многе дивизије (од укупно 8) сведене су на пукове, а пукови на батаљоне. У међувремену, извршене су измене и у командовању: по наређењу председника САД, Макартур је са Корехидора, где је било седиште његове команде, пребачен 12. марта у Аустралију да тамо преузме нову дужност, док је команду над америчко-филипинским снагама преузео генерал Џонатан Вејнрајт (енгл. Jonathan Wainwright), који је дотле командовао филипинским 1. корпусом.

### Капитулација
После извршених припрема Јапанци су прешли у напад 3. априла снагама 65. бригаде, 16. пешадијске дивизије, пристигле 4. пешадијске дивизије и 62. бригаде 21. пешадијске дивизије. Продором главних снага на центру у шестодневним борбама потпуно су разбили филипински 2. корпус, после чега су америчке снаге капитулирале 9. априла.

## Последице
Преостали браниоци(око 11.000), повукли су се на утврђено острво Корехидор, јужно од Батана, где су се одржали још месец дана.